# Cogshall
Cogshall var en civil parish från 1866 till 1936 då den blev en del av Comberbach, i grevskapet Cheshire, i England. Civil parish var belägen 5 km från Northwich och hade 93 invånare år 1931. Byn nämndes i Domedagsboken (Domesday Book) år 1086, och kallades då Cocheshalle.